# エリアイ (レーダー)
エリアイ（英語: Erieye）は、エリクソン・マイクロウェーブ・システムズ社（現在のサーブ・マイクロウェーブ・システムズ社）が開発した3次元レーダー（フェーズドアレイレーダー）。航空機搭載用の早期警戒レーダーとして用いられ、形式名は当初はPS-890、後にはFSR-890、現在ではASC-890となっている。スウェーデン空軍のS100B「アーガス」早期警戒機の場合、機体を含めて単価は約34億円程度とされる。

## 来歴
スウェーデン軍では1970年代より早期警戒機について検討していたが、当初は戦闘機に捜索ポッドを搭載する方式が検討されていた。その後、1982年にマルガレータ・アフ・ウグラス議員が議会に提出した案に基づき、ターボプロップ輸送機に背負式にレーダーを搭載する方針に転換した。1985年、エリクソン社は、スウェーデン国防省防衛資材局（FMV）より早期警戒機用のレーダーの開発を受注した。この注文ではアクティブ・フェーズドアレイ・アンテナ（AESAアンテナ）を用いることを求めており、先見の明があった。
試験の段階ではフェアチャイルド メトロIII（Tp.88）が搭載母機として選定され、早くも1982年にはFMVからメトロIIIの早期警戒機版の開発が発注されており、1983年にはダラスのリング・テムコ・ボート社の施設を用いて風洞試験も行っていた。1986年にFMVが試験の発注を行い、同年10月よりエリアイのモックアップを搭載して試験を行った後、1987年10月にはスウェーデンに回航され、1991年5月よりレーダーの実機を搭載しての試験が開始された。この時点では機上信号処理は行われていなかったが、1992年からは機上信号処理も行われるようになった。
1992年12月、FMVはエリクソン社に対し、12億クローナで6セットを発注した。実用機では、搭載母機としてはサーブ 340が選定され、1993年より生産が開始されて、1996年から1999年にかけて引き渡された。

## 設計
本機は、航空機の上方に棒状のアンテナを搭載する、いわゆる「バランスビーム」型の捜索レーダーの代表格とされている。アンテナを収容した全長 約9メートルのポッドは4本の支柱によって支えられており、内部にはアクティブ・フェイズドアレイ（AESA）型アンテナとともに、レーダー機器や補助動力装置（APU）を収容している。またポッドの前後には、これらの機器を冷却するための吸排気口が設けられている。
このような設計から、基本的には側面監視機上レーダー（SLAR）であり、当初はポッドの両側面に設けられたアンテナ1面ごとに、方位角にして120度ずつ（合計で240度）しか監視できなかった。後には全周走査可能となったものの、やはり前後方に死角ができやすく、理想的な探知性能を発揮できるのは両脇150度ずつとされている。
レーダー関連の機材のほとんどがポッド内に収容されていることから、航空機のキャビンには、コンソールとパワーユニットなどが配置される程度であり、30席級のリージョナルライナーであれば十分に搭載可能なコンパクトなシステムとなっている。オペレータは、搭載母機が小型のサーブ 340であれば3名、比較的余裕があるサーブ 2000やエンブラエル ERJ 145であれば5名が配置される。またリンク 11やリンク 16による戦術データ・リンクにも対応している。
なおエリアイの発展型として開発されたエリアイERでは、搭載母機としてはグローバル 6000が選ばれており、機体を含めたAEW&C機全体としてはグローバルアイと称される。スウェーデン空軍も、S100Dの後継として導入予定であり、S106の形式名が与えられる。

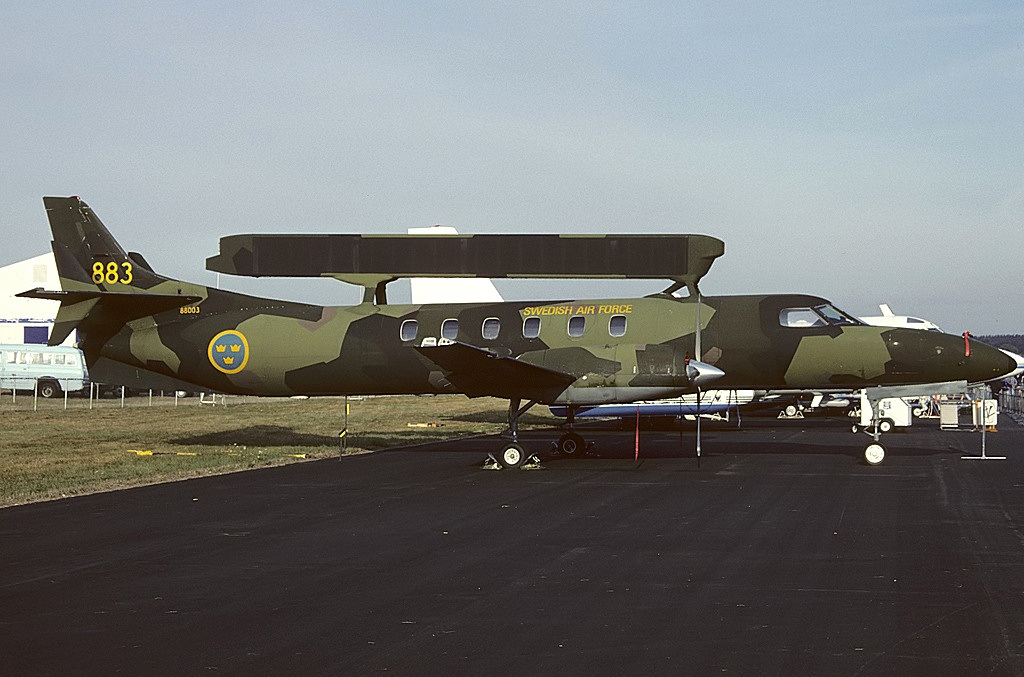
Tp.88への搭載状態
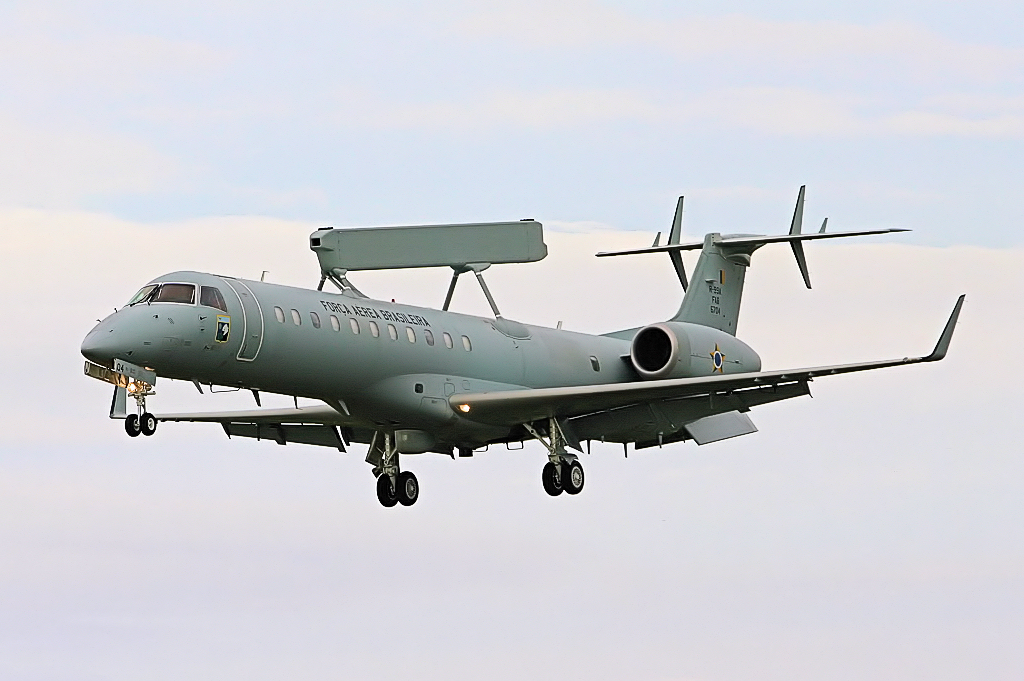
ERJ 145への搭載状態
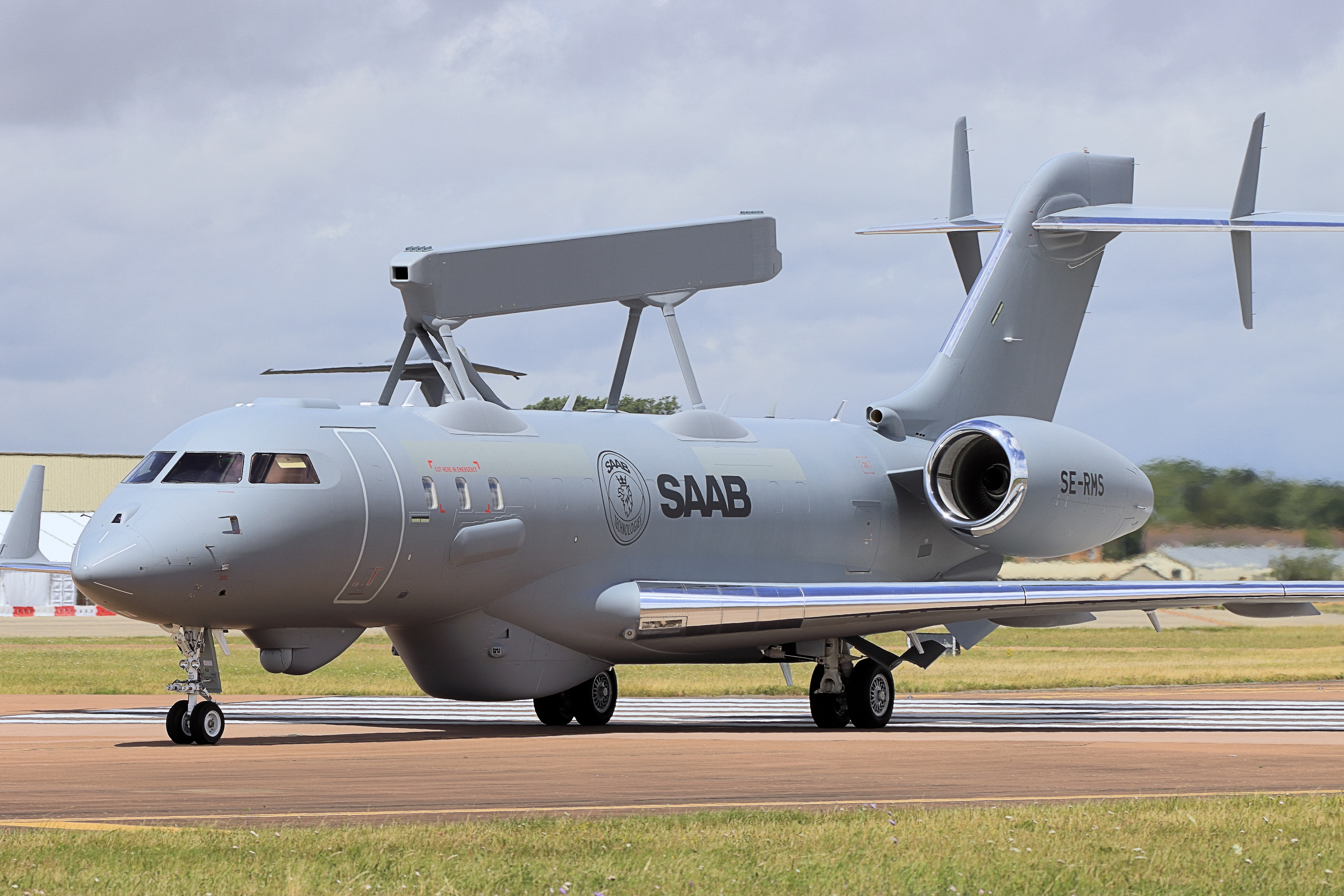
グローバルアイ

## 搭載機と採用国
- フェアチャイルドTp.88（実用試験の際に搭載）
- サーブ 340 - サーブ 340 AEW&C
  -  スウェーデン空軍（S100B「アーガス」） - 2機
  -  ギリシャ空軍 ※EMB 145 AEW&Cの引渡しまで一時的にリース
  -  タイ空軍 - 2機
  -  アラブ首長国連邦空軍 - 2機
- サーブ 2000
  -  パキスタン空軍 - 4機
- エンブラエル ERJ 145 - エンブラエル R-99
  -  ブラジル空軍 - 5機
  -  ギリシャ空軍 - 4機
  -  メキシコ空軍 - 1機
- グローバル 6000
  -  スウェーデン空軍 - 4機（予定）
  -  アラブ首長国連邦空軍 - 3＋2機